# Jörg Nießen
Jörg Nießen (* 27. Juni 1975 im Rheinland) ist ein deutscher Feuerwehrmann, Notfallsanitäter und Autor.

## Leben
Jörg Nießen wurde 1975 im Rheinland geboren und kam über seinen Zivildienst zum Rettungsdienst. Heute ist er als Berufsfeuerwehrmann und Notfallsanitäter bei der Berufsfeuerwehr Köln tätig. Er hat neben mehreren Büchern über seinen Alltag im Rettungswagen auch ein Kinder- und Jugendbuch verfasst. Mit seinem Debüt „Schauen Sie sich mal diese Sauerei an“ und dem Nachfolger „Die Sauerei geht weiter …“ stand er monatelang auf der Spiegel-Bestsellerliste.

## Werke
- 2010: Schauen Sie sich mal diese Sauerei an. 20 wahre Geschichten vom Lebenretten. Schwarzkopf & Schwarzkopf, ISBN 978-3-89602-991-1[3]
- 2012: Die Sauerei geht weiter … 20 neue wahre Geschichten vom Lebenretten. Schwarzkopf & Schwarzkopf, ISBN 978-3-86265-060-6[4]
- 2014: 112 Gründe, die Feuerwehr zu lieben: Eine Hommage an eine ganz besonders heiße Institution. Schwarzkopf & Schwarzkopf, ISBN 978-3-86265-197-9[5]
- 2015: Jörg Nießen und Johannes Feyrer: Feuerwehr Köln: Wie geht das?. Bachem, J P, ISBN 978-3-7616-2966-6[6]
- 2018: Rettungsgasse ist kein Straßenname. Die Abenteuer eines Notfallsanitäters und Feuerwehrmanns. Eden Books, ISBN 978-3-95910-177-6[7]
- 2021: Jackie hat Hirn erbrochen - bleibt die jetzt doof? Einsätze, die jeden Retter verzweifeln lassen. Eden Books, ISBN 9783959103305[8]